# Ми з України (Ансамбль танцю України ім. Павла Вірського)
Ми з України. Ансамбль танцю України ім. Павла Вірського — український короткометражний документальний фільм про Ансамбль танцю України ім. Павла Вірського.

## Інформація про фільм
Цікл відео з виступами амсамбля.

### Виступи ансамблю
- 1. Україно, моя рідна!?
- 2. Повзунець.
- 3. Циганський танець.
- 4. Запорожці.
- 5. Український танок з бубнами.
- 6. Вербиченька?
- 7. Гопак.